# Gustav Rösler
Gustav Rösler (1819 - Dessau, 1882) fou un compositor alemany.
Va ser deixeble de Schneider i es dedicà especialment a la composició i a l'ensenyança de la música. La seva òpera Hermann und Dorothea fou representada diverses vegades a Dessau, però el que li va donar més renom foren les seves reduccions per a piano de les cantates de Bach: 
- Ach Gott, vom Himmel sieh darein, BWV 2 (Bach, Johann Sebastian)
- Gottes Zeit ist die allerbeste Zeit, BWV 106 (Bach, Johann Sebastian)
- Mass in B minor, BWV 232 (Bach, Johann Sebastian)
- Mass in G minor, BWV 235 (Bach, Johann Sebastian)
- O ewiges Feuer, o Ursprung der Liebe, BWV 34 (Bach, Johann Sebastian)
- Weihnachts-Oratorium, BWV 248 (Bach, Johann Sebastian)

I els arranjaments de les obres d'altres compositors com:
- Coriolan, Op.62 (Beethoven, Ludwig van)
- Egmont, Op.84 (Beethoven, Ludwig van)
- Fidelio, Op.72 (Beethoven, Ludwig van)
- Leonora Overture No.3, Op.7b (Beethoven, Ludwig van)
- Ouvertüren von L. van Beethoven für 2 Pianoforte zu 8 Händen (Beethoven, Ludwig van)
- String Quartet No.1, Op.18 No.1 (Beethoven, Ludwig van)
- String Quartet No.2, Op.18 No.2 (Beethoven, Ludwig van)
- String Quartet No.3, Op.18 No.3 (Beethoven, Ludwig van)
- String Quartet No.4, Op.18 No.4 (Beethoven, Ludwig van)
- String Quartet No.5, Op.18 No.5 (Beethoven, Ludwig van)
- String Quartet No.6, Op.18 No.6 (Beethoven, Ludwig van)
- 6 String Quartets, Op.18 (Beethoven, Ludwig van)
- Septet in E-flat major, Op.20 (Beethoven, Ludwig van)
- Die Weihe des Hauses, Op.124 (Beethoven, Ludwig van)
- Der Freischütz, Op.77 (Weber, Carl Maria von)
- Ouvertüren für 2 Pianoforte zu 8 Händen (Mozart, Wolfgang Amadeus)
- Piano Concerto No.1, Op.25 (Mendelssohn, Felix)
- Piano Concerto No.2, Op.40 (Mendelssohn, Felix)
- 3 Preludes and Fugues, Op.37 (Mendelssohn, Felix)
- Violin Concerto, Op.64 (Mendelssohn, Felix)
- Septet No.1, Op.74 (Hummel)
- Stabat Mater (d'Astorga)